# FOXP3
FOXP3, также известный как scurfin, — белок, вовлеченный в иммунные реакции. Член семейства FOX-белков. FOXP3 функционирует как регулятор (транскрипционный фактор) развития и функционирования регуляторных Т-клеток. Регуляторные Т-клетки способствуют снижению иммунного ответа. При онкологических заболеваниях любая чрезмерная активность регуляторных Т-клеток может приводить к снижению повреждающего воздействия иммунной системы на раковые клетки. При аутоиммунных заболеваниях дефицит регуляторных Т-клеток может привести к атаке аутоспецифичными клетками собственных тканей.
Точный механизм контроля пока неизвестен. FOX-белок принадлежит к транскрипционным факторам семейства forkhead/winged-helix. В модельных системах FOXP3 занимает промоторы в генах, вовлеченных в регуляторные функции Т-клеток, и может супрессировать транскрипцию генов после стимуляции Т-клеточного рецептора.